# Tami Chynn
Tammar Anika Chin (sinh ngày 14 tháng 6 năm 1984), được biết đến với nghệ danh Tami Chynn, là một ca sĩ, nhạc sĩ và vũ công người Jamaica.

## Thơ ấu
Chynn được sinh ra ở Kingston, Jamaica. Cha của cô, Richard Chin, là người gốc Hoa gốc Jamaica và mẹ cô, Christine Chin, cũng là người quốc tịch Jamaica, là người gốc Anh và châu Phi. Cha mẹ cô đã ở trong một ban nhạc tên là The Carnations và em gái của cô, Tessanne Chin cũng là một ca sĩ, nổi tiếng với chiến thắng trong phần 5 của cuộc thi ca hát Mỹ The Voice là thành viên trong đội của Adam Levine.
Tami lớn lên tại giáo xứ St. Andrew và theo học trường dự bị St. Peter và Paul. Sau đó, cô theo học trường Campion College ở St. Andrew, Jamaica. Năm 1998, ở tuổi 14, cô chuyển đến Leamington Spa, Vương quốc Anh, nơi cô đã dành ba năm để học nghệ thuật biểu diễn và năm 2001, khi 17 tuổi, trở lại Jamaica, nơi cô làm việc trong sự nghiệp âm nhạc của mình và thu âm đĩa đơn đầu tiên "Rock U."
Năm 2010, Tami đã hợp tác với nhà thiết kế thời trang người Slovakia gốc Jamaica Lubica Kucerova để tạo ra những bộ sưu tập Anuna and Anuna Goddess. Bộ sưu tập ra mắt tại 2010 Fashion Art Toronto: Week Arts Fashion Week. Cuối năm đó, bộ đôi này sẽ được đề cử tại The Jamaica Observer Style Awards và giành giải Nhà thiết kế của năm.

## Cuộc sống cá nhân
Chynn kết hôn với nghệ sĩ reggae/dancehall Wayne Marshall vào năm 2009. Hai vợ chồng có với nhau hai đứa con.